# Nyabisoro
Nyabisoro är ett vattendrag i Burundi.   Det ligger i provinsen Bururi, i den sydvästra delen av landet, 50 km söder om huvudstaden Bujumbura.
Omgivningarna runt Nyabisoro är en mosaik av jordbruksmark och naturlig växtlighet. Runt Nyabisoro är det ganska tätbefolkat, med 239 invånare per kvadratkilometer.